# Dampierre-sur-Boutonne
Dampierre-sur-Boutonne település Franciaországban, Charente-Maritime megyében. Lakosainak száma 271 fő (2022. január 1.). Dampierre-sur-Boutonne Aulnay, Blanzay-sur-Boutonne, Coivert, Saint-Séverin-sur-Boutonne, La Villedieu, Chizé, Le Vert és Rives-de-Boutonne községekkel határos.

## Népesség
A település népességének változása:
| Lakosok száma | 416  | 348  | 335  | 297  | 271  | 276  | 282  | 282  | 279  | 271  |
|               | 1968 | 1982 | 1990 | 2006 | 2013 | 2015 | 2017 | 2019 | 2020 | 2022 |